# Ciclismo ai Giochi della III Olimpiade - Mezzo miglio
La competizione del Mezzo miglio (m. 804,67) di ciclismo dei Giochi della III Olimpiade si tenne il 2 agosto 1904 al Francis Field della Washington University di Saint Louis.

## Risultati

### Batterie
Si disputarono 4 serie i primi due classificati furono ammessi alle semifinali.
1 Serie
| Pos. | Atleta         | Tempo  |
| ---- | -------------- | ------ |
| 1    | Marcus Hurley  | 1'08"6 |
| 2    | George Wiley   | n/d    |
| 3    | Arthur Andrews | n/d    |

2 Serie
| Pos. | Atleta         | Tempo  |
| ---- | -------------- | ------ |
| 1    | Aimé Fritz     | 1'07"0 |
| 2    | Charles Schlee | n/d    |
| 3    | Oscar Goerke   | n/d    |

3 Serie
| Pos. | Atleta             | Tempo         |
| ---- | ------------------ | ------------- |
| 1    | Teddy Billington   | 1'18"6        |
| 2    | Harry Wittmann     | a 3 lunghezze |
| 3    | Anthony Williamsen | n/d           |

4 Serie
| Pos. | Atleta         | Tempo  |
| ---- | -------------- | ------ |
| 1    | Burton Downing | 1'13"6 |
| 2    | Fred Grinham   | n/d    |
| 3    | Leo Larson     | n/d    |

### Semifinali
Si disputarono 2 serie i primi due classificati furono ammessi alla finale.
1ª semifinale
| Pos. | Atleta         | Tempo  |
| ---- | -------------- | ------ |
| 1    | Marcus Hurley  | 1'12"8 |
| 2    | George Wiley   | n/d    |
| ?    | Aimé Fritz     | n/d    |
| ?    | Charles Schlee | n/d    |

2ª semifinale
| Pos. | Atleta           | Tempo         |
| ---- | ---------------- | ------------- |
| 1    | Teddy Billington | 1'09"0        |
| 2    | Burton Downing   | a ½ lunghezza |
| ?    | Fred Grinham     | n/d           |
| ?    | Harry Wittmann   | n/d           |

### Finale
| Pos. | Atleta           | Tempo         |
| ---- | ---------------- | ------------- |
| 1    | Marcus Hurley    | 1'09"0        |
| 2    | Teddy Billington | a ½ lunghezza |
| 3    | Burton Downing   | a 2 lunghezze |
| 4    | George Wiley     | n/d           |